# Nagyborzsova
Nagyborzsova (ukránul Боржава (Borzsava / Borzhava), szlovákul Boršava): falu Ukrajnában a Beregszászi járásban.

## Fekvése
A Borzsa folyó jobb partján fekszik Beregszásztól 11 km-re délkeletre, korábban közigazgatásilagVárihoz tartozott.

## Nevének eredete
Neve a Borzsa folyó nevéből származik, amely mellett fekszik.

## Története
1213-ban Borsoha néven említik először. Már a 13. században virágzó település, és itt állt a borsovai vár is, mely a hajdani Borsova vármegye és esperesség központja volt; a körülötte kialakult Borsova városával. Az itt álló vár Anonymus szerint a honfoglalásig Zalán bolgár fejedelem vára volt, melyet Árpád serege foglalt el, s várát leromboltatta. A fennmaradt adatok alapján annyit bizonyosan tudhatunk, hogy az I. István király által szervezett megyeközpontok közé tartozott.
Környékét Kutesk kun vezér dúlta fel. Vára a tatárjárás alatt elpusztult.
1264-ben mikor a pápa felszólította István ifjú királyt, hogy Borsovát adja vissza nővérének, Annának, aki a Rosztyiszlav halicsi fejedelem özvegye volt, már nem várként, hanem csak mint birtokot említik.
A helytörténeti irodalom Borsova várát azzal a földvárral azonosítja, mely a Borzsa folyónak a Tiszába való torkolata mellett Vári falu alatt fekszik. Ezek szerint Vári falu is a borsovai vár nevét őrizte meg. Váritól északra 5 km-re áll Borzsova (Nagyborzsova) község is. Valószínű, hogy mindkettő az eredetibb Borsovavár területéből vált ki.
Annyi bizonyos, hogy a 14. század elején már két község volt, s 1321-ben az oklevelekben már Borzsova falubeli papot említenek más papok társaságában.
1334-ben is szerepelt Borzsova neve a pápai tizedjegyzékben, mely szerint ekkor papja 3 garas pápai tizedet fizetett.
1556-ban a tatárok pusztították el.
1910-ben 762, túlnyomórészt magyar lakosa volt, ma 1485 lakosából 1460 (98%) a magyar.
A trianoni békeszerződésig Bereg vármegye Tiszaháti járásához tartozott.
Kedvelt kiránduló és fürdőhely.

## Közlekedés
A települést érinti a Bátyú–Királyháza–Taracköz–Aknaszlatina-vasútvonal.

## Nevezetességek
- Református temploma 15. századi eredetű, 1552-től a reformátusoké, 1830-ban klasszicista stílusban teljesen átépítették, de gótikus részei is megmaradtak.